# آرکادی ماغداسیان
آرکادی آرتمی ماغداسیان (ارمنی: Արկադի Արտեմի Մաղդասյան؛ زاده ۱۴ دسامبر ۱۹۱۱ - درگذشته ۲۶ مارس ۱۹۷۸) هنرمند سیرک، بندباز اهل ارمنستان بود. وی بین سال‌های - تا - میلادی فعالیت می‌کرد.

## زندگی‌نامه
وی در ۱۴ دسامبر ۱۹۱۱ در روستوف-نا-دونو به دنیا آمد . وی همچنین برنده جوایزی همچون هنرمند شایسته ارمنستان شوروی (۱۹۶۵) شد. وی در ۲۶ مارس ۱۹۷۸ در سن ۶۶ سالگی در مسکو درگذشت.